# لس پال
لس پال (به انگلیسی: Les Paul) موسیقی‌دان و مخترع آمریکایی بود. او نقش عمده‌ای در گسترش گیتارهای بدنه توپُر دارد و از او به‌عنوان یکی از افرادی یاد می‌شود که باعث شد «راک اند رول نواختن» ممکن شود.
لس پال به خاطر نوآوری‌های‌اش در صنعت ضبط موسیقی مانند ابداع تکنیک آوردابینگ یا صدا روی صدا، ساخت افکت‌های دیلِی و دستگاه‌های مولتی‌تِرَک شناخته شده‌است. استعداد او در خلق ابزار مکمل‌های صوتی به شیوهٔ نوازندگی‌اش با گیتار هم سرایت یافت و تکنیک‌های متعددی را در گیتار باب کرد که او را از نوازندگان هم‌دوره‌اش متمایز کرد و تا به امروز الهام‌بخش بسیاری از نوازندگان گیتار الکتریک بوده‌است.
علاوه بر این‌ها لس پال به‌همراه همسرش مری فورد تعدادی آثار موسیقی پرفروش در دههٔ ۵۰ میلادی ضبط و منتشر کرده‌اند.
گیبسون لس پال یکی از معروف‌ترین و پرطرفدارترین مدل‌های گیتارهای شرکت گیبسون است که به افتخار لس پال این نام بر آن نهاده شده‌است.